# Kliment Andrejewitsch Kolesnikow
Kliment Andrejewitsch Kolesnikow (russisch Климент Андреевич Колесников; * 9. Juli 2000 in Moskau) ist ein russischer Schwimmer. In neun Disziplinen hält er den Juniorenweltrekord: auf der Kurzstrecke 100/200 m Freistil, 50/100/200 m Rücken und 100 m Lagen sowie 50/100/200 m Rücken auf der Langstrecke.
Am 4. August 2018 verbesserte er bei den Europameisterschaften in Glasgow den Weltrekord über 50 m Rücken auf 24,00 s. Am 22. Dezember 2017 hatte er in St. Petersburg in 48,90 s einen neuen Kurzbahn-Weltrekord über 100 Meter Rücken aufgestellt. Diesen holte er am 21. November 2020 im Rahmen der International Swimming League als Startschwimmer der russischen Lagenstaffel mit 48,58 s zurück, nachdem ihn zwischenzeitlich der Chinese Xu Jiayu mit 48,88 s gehalten hatte.

## Persönliche Bestleistung
| Disziplin                    | Zeit        | Ort              | Datum             | Anmerkung       |
| ---------------------------- | ----------- | ---------------- | ----------------- | --------------- |
| 50 m Rücken (Langstrecke)    | 23,80 s     | Budapest         | 18. Mai 2021      | WR, WJR, ER, NR |
| 100 m Rücken (Langstrecke)   | 52,53 s     | Glasgow          | 8. August 2018    | WJR             |
| 200 m Rücken (Langstrecke)   | 1:55,14 min | Budapest         | 28. Juli 2017     | WJR             |
| 100 m Freistil (Langstrecke) | 48,04 s     | Buenos Aires     | 9. Oktober 2018   | Staffel         |
| 50 m Rücken (Kurzstrecke)    | 22,64 s     | Glasgow          | 8. Dezember 2019  | Staffel         |
| 100 m Rücken (Kurzstrecke)   | 48,58 s     | Budapest         | 21. November 2020 | WR              |
| 200 m Rücken (Kurzstrecke)   | 1:48,02 min | Kopenhagen       | 13. Dezember 2017 | WJR             |
| 50 m Freistil (Kurzstrecke)  | 21,24 s     | Kopenhagen       | 13. Dezember 2017 | Staffel         |
| 100 m Freistil (Kurzstrecke) | 46,11 s     | Sankt Petersburg | 21. Dezember 2018 | WJR             |
| 200 m Freistil (Kurzstrecke) | 1:41,75 min | Sankt Petersburg | 23. Dezember 2017 | WJR             |
| 100 m Lagen (Kurzstrecke)    | 50,63 s     | Hangzhou         | 14. Dezember 2018 | WJR             |
| 200 m Lagen (Kurzstrecke)    | 1:53,36 min | Kasan            | 20. November 2017 |                 |